# Привиди у Венеції
«Привиди у Венеції» (англ. Haunting in Venice) — американський детективний фільм режисера Кеннета Брана, екранізація роману Аґати Крісті «Вечірка на Геловін». Робота над ним розпочалася 2022 року, прем'єра була запланована на осінь 2023 року. В Україні прем'єра відбулася 14 вересня 2023 р. Еркюля Пуаро у цій картині, як і у двох попередніх («Вбивство у „Східному експресі“» та «Смерть на Нілі»), зіграв сам режисер.

## Сюжет
В основу сценарію фільму ліг маловідомий роман Аґати Крісті «Вечірка на Геловін». Приватному детективу Еркюлю Пуаро, що перебуває у Венеції,  доводиться розслідувати вбивство, яке було скоєно під час спіритичного сеансу.
У 1947 році Еркюль Пуаро живе на пенсії у післявоєнній Венеції, найнявши у роль охоронця колишнього поліціянта Віталія Портфоліо. На Гелловін письменниця Аріадна Олівер переконує Пуаро відвідати спіритичний сеанс в палаццо оперної співачки Ровени Дрейк і допомогти викрити медіума Джойс Рейнольдс як шахрайку.
Ровена найняла Джойс, щоб та допомогла їй встановити зв'язок з її дочкою Алісією, яка, як повідомляється, наклала на себе руки після того, як її наречений, шеф-кухар Максим Жерар, розірвав їхні заручини. Серед присутніх гостей — Максим, економка Ровени Ольга Семінова, сімейний лікар Дрейків Леслі Фер'є та його син Леопольд, а також асистентка Джойс Дездемона Холланд.
Під час спіритичного сеансу Пуаро з'ясовує, що у Джойс є два помічники, і розкриває зведеного брата Дездемони Ніколаса, який ховається в димоході спальні Алісії. Потім Джойс розмовляє з Ровеною голосом Алісії, розповідає, що її було вбито, і стверджує, що вбивця — один з гостей. Пуаро намагається протистояти Джойс, яка просить його розслабитися. Він прислухається до поради і намагається зануритися у воду за яблуками, але його ледь не топить невідомий нападник. Потім Джойс знаходять простромленою на статуї у дворі.
Через бурю, що відрізала палаццо від світу, Пуаро починає розслідувати смерть Джойс самостійно, опитуючи гостей. Під час розслідування він бачить привид Алісії та чує, як дівчина наспівує якусь мелодію. Розслідування дає приголомшливі результати:
- Леслі, який сильно психологічно травмований пережитим під час визволення Берген-Бельзена, закоханий у Ровену.
- Максим, якого спочатку не запросили, розірвав заручини, бо відчув, що Ровена не схвалює його, а Алісія одержима бажанням зробити її щасливою.
- Леопольд стверджує, що чує голоси духів дітей, залишених помирати від чуми, коли палаццо був сиротинцем, які, як кажуть, переслідують і вбивають усіх лікарів і медсестер, що ступають на його територію.
- Ніколас і Дездемона крали гроші у Джойс для поїздки до Сент-Луїса, штат Міссурі, який вони полюбили після перегляду половини фільму "Зустрінь мене в Сент-Луїсі" в таборі для переміщених осіб.

Гості знаходять підвальну камеру, у якій знаходились скелети мертвих дітей. У Леслі починається напад паніки, і він ледь не вбиває Максима. Його зачиняють у музичній кімнаті, щоб він прийшов до тями, а Ровена віддає Пуаро єдиний ключ.
Вивчивши запрошення Максима, Пуаро приходить до висновку, що його надіслала Олівер, яка перебуває у змові з Віталієм. Віталі пояснює, що він розслідував смерть Алісії і надав Джойс деякі деталі, а Олівер зізнається, що вона сподівалася використати нездатність Пуаро пояснити спіритичний сеанс як сюжет для своєї наступної книги. Потім Леслі знаходять заколотим на смерть.
Розгублений Пуаро піднімається до спальні Алісії, де у дзеркалі знову бачить привид дівчини, який дорікає йому через нездатність розкрити вбивство, після чого дзеркало розбивається.
Зібравши інших гостей, Пуаро викриває Ровену як вбивцю. Одержима бажанням не розлучатися з Алісією, вона обірвала її контакти з Максимом після того, як дізналася, що вони планують помиритися, а щоб ослабити її, давала їй у помірних кількостях отруйний галюциногенний мед, видобутий з рододендронів; цим же медом був отруєний Пуаро, що стало причиною його видінь. Одного разу вночі, наглядаючи за Алісією, Ольга несвідомо дала їй чай, додавши туди смертельну дозу отруйного меду. Ровена, боячись розкриття, інсценувала самогубство Алісії.
Коли вона почала отримувати погрози шантажу, Ровена запідозрила або Джойс, або Леслі. Вона довела Джойс до загибелі, штовхнувши її з балкону, внаслідок чого остання впала на руку статуї у дворі, після помилкової спроби втопити Пуаро, оскільки той був одягнений у її плащ і маску, а Леслі змусила накласти на себе руки через внутрішню телефонну лінію палацу, погрожуючи вбити Леопольда, якщо він відмовиться, сподіваючись видати обидві смерті за частину дитячого прокляття.
Ровена тікає, намагаючись врятуватися. Коли Пуаро зіштовхується з нею на даху, вони бачать привид Алісії, який нападає на Ровену, внаслідок чого та втрачає рівновагу і падає вниз, розбиваючись на смерть. На світанку Пуаро припиняє дружні стосунки з Олівер, вирішує не викривати участь Віталія у спіритичному сеансі і наодинці викриває Леопольда як шантажиста. Леопольд пояснює, що зрозумів ознаки отруєння, які не помітив його батько, і знайшов зв'язок між ними, коли дізнався, що перша головна роль Ровени була в опері, де головним героєм є "король отрути". Ольга вирішує взяти під свою опіку Леопольда та купити квитки до Америки для Голландів, щоб допомогти їм почати нове життя. Пуаро повертається додому і одразу ж береться до нової справи.

## У ролях
| Актор               | Роль                     |
| ------------------- | ------------------------ |
| Кеннет Брана        | Еркюль Пуаро             |
| Тіна Фей            | Аріадна Олівер           |
| Келлі Райллі        | Ровена Дрейк             |
| Мішель Єо           | Джойс Рейнольдс          |
| Камілль Коттен      | Ольга Семінофф           |
| Джеймі Дорнан       | доктор Леслі Фер'є       |
| Джуд Хілл           | Леопольд Фер'є           |
| Кайл Аллен          | Максим Жерар             |
| Емма Лейрд          | Дездемона Голланд        |
| Алі Хан             | Ніколас Голланд          |
| Ріккардо Скамарчо   | Вітале Портфольйо        |
| Роуен Робінсон      | Алісія Дрейк             |
| Естер Рей Тіллотсон | Алісія Дрейк у дитинстві |

## Український Дубляж
- Студія: Постмодерн
- Режисерка дублювання: Людмила Петриченко
- Перекладачка: Анна Пащенко

Ролі дублювали:
- Еркюль Пуаро — Володимир Кокотунов
- Вітале Портфоліо — Андрій Самінін
- Аріадна Олівер — Світлана Шекера
- Ольга Семінофф — Аліна Проценко
- Ровена Дрейк — Людмила Петриченко
- Доктор Леслі Феррієр — Дмитро Терещук
- Леопольд Феррієр — Владислав Васицький
- Джойс Рейнольдс — Олена Узлюк
- Дездемона Голланд — Юлія Перенчук
- Максим Жерар — Максим Самчик
- Ніколас Голланд — Євгеній Лісничий

А також: Анастасія Павленко, Вікторія Левченко, Яна Кривов'яз, Віталій Ізмалков, Андрій Твердак, Роман Молодій, Галина Дубок, Дмитро Рассказов, Олександр Степаненко, Лілія Цвелікова,

## Виробництво та прем'єра
Проєкт офіційно анонсували у жовтні 2022 року. Фільмування розпочалися у листопаді 2022 року і відбувалися у Лондоні та Венеції. Привиди у Венеції стали третьою екранізацією Аґати Крісті, в якій режисером та виконавцем ролі Еркюля Пуаро є Кеннет Брана. Інші ролі дісталися Джеймі Дорнану, Мішель Йео, Кайлу Аллену, Тіні Фей. Прем'єра, за попередніми даними, відбудеться восени 2023.